# سيلزو أيالا
سيلزو أيالا (بالإسبانية: Celso Ayala) (مواليد 20 أغسطس 1970) هو لاعب كرة قدم. يلعب مع منتخب باراغواي لكرة القدم. سبق له أن لعب في كأس العالم لكرة القدم مع منتخب بلاده.

## روابط خارجية
- سيلزو أيالا على موقع الاتحاد الدولي (مؤرشف)  (الإنجليزية)
- سيلزو أيالا على موقع الاتحاد الأوربي (الإنجليزية)
- سيلزو أيالا على موقع قاعدة بيانات كرة القدم.إي يو (الإنجليزية)
- سيلزو أيالا على موقع ناشيونال فوتبول تيمز (الإنجليزية)
- سيلزو أيالا على موقع أوليمبيديا (الإنجليزية)